# Amos Lee
Pour les articles homonymes, voir Lee.
Amos Lee est un auteur-compositeur-interprète et guitariste américain originaire de Philadelphie, en Pennsylvanie. Il est né en 1977. Bien que principalement folk, son style est également marqué par la soul, le blues, le jazz et la country. Il a à son actif cinq albums sur le mythique label de jazz Blue Note, Amos Lee, paru en 2005, suivi par Supply and Demand l'année suivante. Il s'est produit en tournée aux côtés de musiciens comme Bob Dylan, Elvis Costello, Norah Jones, Paul Simon ou Merle Haggard. Ses influences musicales comprennent notamment Stevie Wonder, John Prine, Bill Withers et James Taylor.

## Biographie
Né en 1977, Amos Lee a grandi à Philadelphie, en Pennsylvanie puis à Cherry Hill, dans le New Jersey, où il a été diplômé de la Cherry Hill High School East. Il a ensuite fait les bancs de l'Université de Caroline du Sud en 1995, où il a obtenu un diplôme d'anglais. Pendant qu'il était à l'université, son beau-père lui a offert une guitare acoustique. Lee a par la suite trouvé du travail dans un magasin de disques spécialisé dans le jazz, où il s'est découvert une affinité pour la musique de Thelonious Monk et Miles Davis. Après ses études, il est retourné à Philadelphie pour enseigner à l'école élémentaire pendant deux ans, mais a pris plus tard la décision d'arrêter l'enseignement pour se lancer dans une carrière musicale. Lee sort alors un premier EP auto-produit contenant cinq chansons en 2003, et est signé par le label de jazz Blue Note peu de temps après. L'EP s'est bien vendu à Philadelphie, attirant l'attention de la chanteuse Norah Jones. Cette dernière l'invite à faire sa première partie lors de sa tournée de 2004. Lee participe également à des concerts aux côtés de Bob Dylan, Van Morrison, Paul Simon ou John Prine.

### Amos Lee
Son premier album, éponyme, paru le 1er mars 2005, est produit par Lee Alexander, le bassiste et compositeur de Norah Jones. Cette dernière contribue également à cet album, en jouant du piano et en chantant des chœurs sur de nombreux titres. L'album rencontre un fort succès commercial et le magazine américain Rolling Stone cite Amos Lee parmi les "10 artistes à surveiller" en 2005. Pour promouvoir son album, Lee se produit lors d'émissions télévisées populaires telles que The Late Show with David Letterman, The Tonight Show, Total Request Live ou encore Austin City Limits. En mars et avril 2005, il fait les premières parties de Merle Haggard et Bob Dylan. Sa chanson "Colors" est utilisée dans des épisodes de Dr House, Grey's Anatomy et Brothers & Sisters ainsi que dans le film de 2005 Et si c'était vrai.... Nombre de ses chansons peuvent être également entendues dans des séries comme Six Degrees ou Studio 60 on the Sunset Strip.

### Supply and Demand
Le second album d'Amos Lee, Supply and Demand, sort le 3 octobre 2006. Cet album est produit par le bassiste de Natalie Merchant, Barrie Maguire et s'est classé 76e du Billboard 200. La chanteuse de jazz Lizz Wright a contribué aux chœurs de la chanson "Freedom".

### Last Days at the Lodge
Son troisième album studio, Last Days at the Lodge, paraît le 24 juin 2008. On y trouve notamment la participation du célèbre producteur/arrangeur de soul, Larry Gold.

## Discographie

### Albums studio
- 2004 - Amos Lee (Blue Note Records)
- 2006 - Supply and Demand (Blue Note Records)
- 2008 - Last Days at the Lodge (Blue Note Records)
- 2011 - Mission Bell (Blue Note Records)
- 2012 - As the Crow Flies (EP) (Blue Note Records)
- 2013 - Mountains of Sorrow, Rivers of Song (Blue Note Records)
- 2016 - Spirit (Republic Records)
- 2018 - My New Moon (Dualtone Music)
- 2022 - Dreamland (Dualtone Music)
- 2022 - My Ideal: A Tribute to Chet Baker Sings (Dualtone Music)
- 2023 - Honeysuckle Switches: The Songs of Lucinda Williams (Thirty Tigers)
- 2024 - Transmissions (Hoagiemouth Records)

### EP
- Amos Lee EP, Blue Note, 2004
- Live from KCRW, Blue Note, 2005

## Liens
- Site officiel de Amos Lee
- Amos Lee sur Blue Note
- Chronique de l'album Amos Lee sur LesInrocks.com